# Bandeira das Órcades

A actual bandeira das Órcades foi a vencedora de uma consulta popular aos habitantes das Órcades em Fevereiro e Março de 2007. Foram apresentados ao povo de Orkney cinco modelos diferentes de bandeiras, todos previamente aprovados pela Corte de Lord Lyon. O modelo escolhido foi o desenhado por Duncan Tullock de Birsay, que recebeu 53% dos escassos 200 votos do público. 
As cores vermelha e amarela vêm das armas reais da Escócia e da Noruega, ambas de amarelo e vermelho com um leão rampant. A bandeira sintetiza as heranças escocesa e norueguesa. O azul deriva da bandeira da Escócia e também simboliza o mar e o legado marítimo das ilhas.
A bandeira assemelha-se às bandeiras da Noruega (branco em vez de amarelo) e de Åland (cores inversas). 

## Antiga bandeira das Órcades

A antiga bandeira (não-oficial) das Órcades

A anterior e não-oficial bandeiras das Órcades, uma Cruz Nórdica em campo de amarelo, foi criada em meados da década de 1990, e é atribuída a Magnus Erlendsson. Magnus Erlendsson foi Conde das Órcades de 1108 a 1117. Na verdade, não há nada que o ligue à cruz vermelha em amarelo, sendo essa uma atribuição dos nossos dias. Esta bandeira não tem estatuto oficial, tendo sido declinado o seu reconhecimento pela Lord Lyon, a autoridade heráldica da Escócia, devido à sua semelhança com as Armas de Ulster (por sua vez adoptadas das Armas de John de Courcy). Historicamente, a cruz vermelha em amarelo, é provavelmente a bandeira da União de Kalmar (um estado Escandinavo Medieval do qual as Órcades fizeram parte).